# Sid Sheinberg
Sidney Jay Sheinberg, detto Sid (Corpus Christi, 14 gennaio 1935 – Beverly Hills, 7 marzo 2019), è stato un produttore cinematografico e avvocato statunitense.

## Biografia
Sheinberg era figlio di immigranti, la madre ucraina e il padre polacco; cresce a Corpus Christi nel Texas dove è nato il 14 gennaio 1935.
Nel 1955 Sheinberg si laurea all'Università della Columbia, successivamente frequenta l'università del Texas. Nel 1956 si trasferisce alla Columbia Law School dove si laurea in legge.
Nel 1958 Sheinberg giunge in California dove accetta di insegnare presso la UCLA School of Law. Nel 1959 si unisce alla studio legale Revue Productions.
Nel 1973 è stato eletto presidente della Chief Operating Officer of MCA, Inc., meglio conosciuta come Universal Studios, dove scoprirà grandi talenti, come Steven Spielberg e gli dirà vari consigli su come girare il film Jurassic Park.
Era sposato con l'attrice Lorraine Gary.

## Filmografia
- The Pest (1997)
- La mia flotta privata (1997)
- Un semplice desiderio (1997)
- In ricchezza e in povertà (1997)
- Slappy and the Stinkers (1998)
- Playing Mona Lisa (2000)
- Bad Girls (2005)
- Devil's Tomb - A caccia del diavolo (2008)
- Creature (2011)